# Cracking Art Group

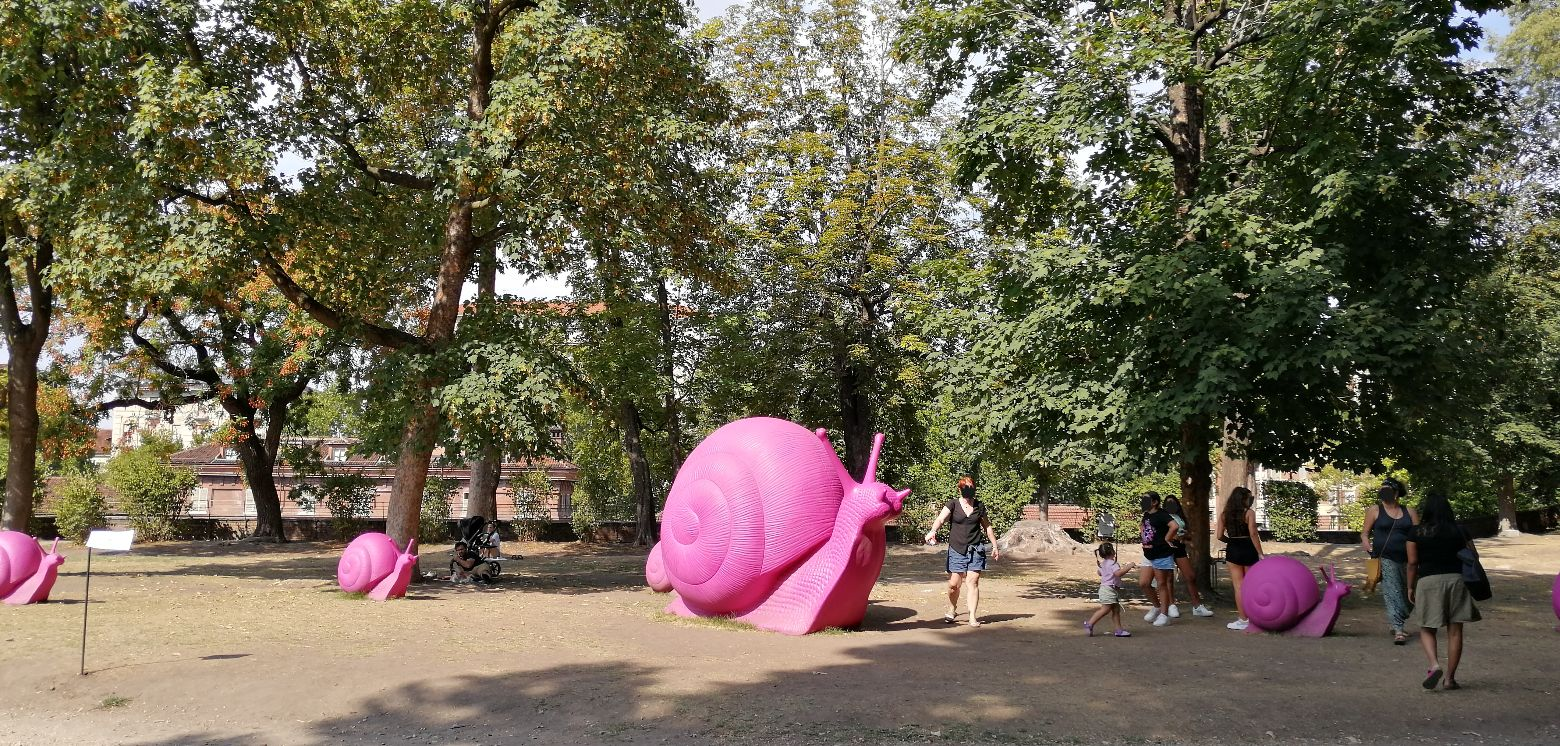
Csigák Torinóban, Giardini Reali di Torino (2022)

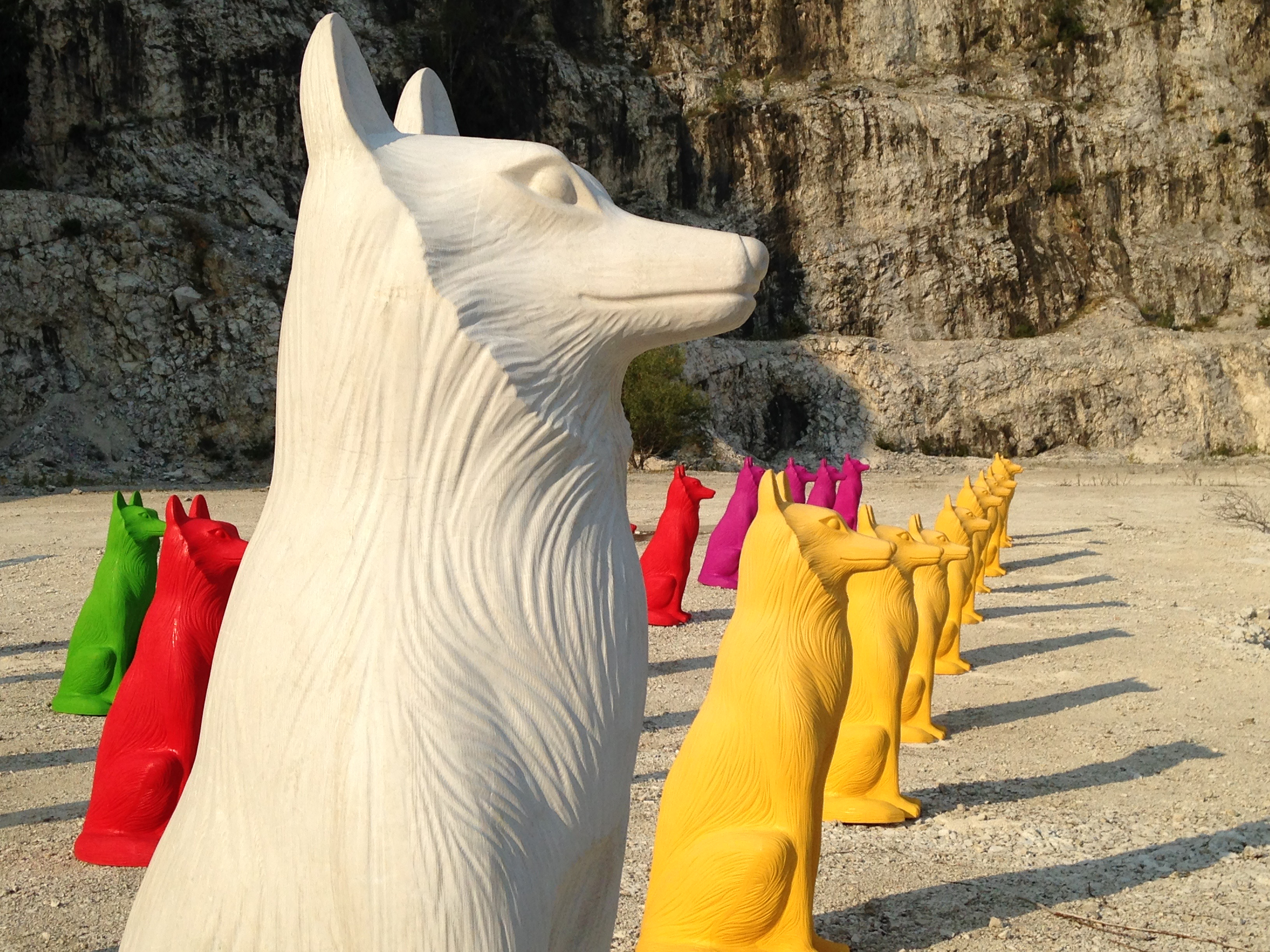
Kutyák Rezzatóban, 2015

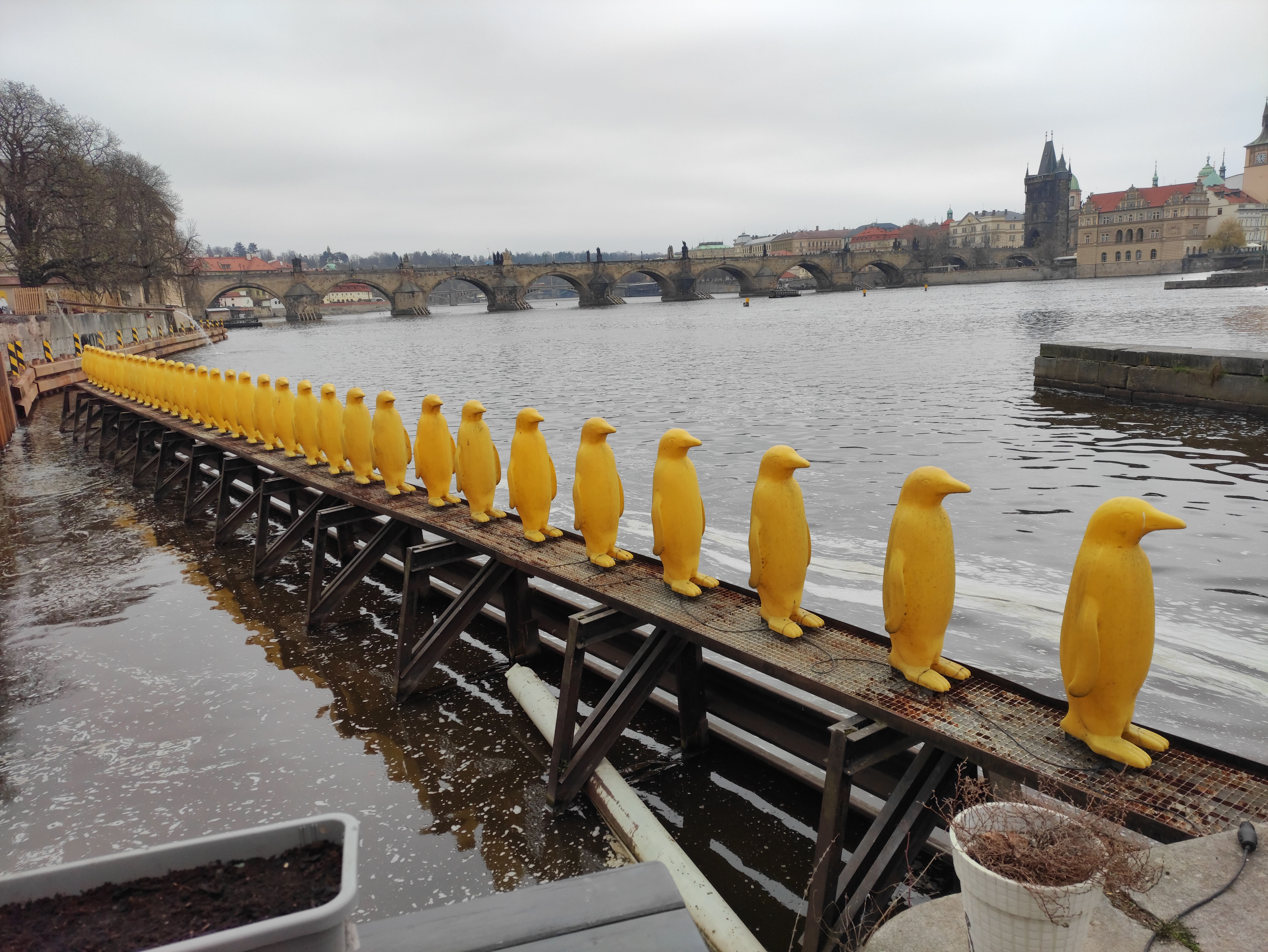
A Sárga pingvinek

A Cracking Art Group csoportot 1993-ban hat fiatal olasz képzőművész alapította, miután részt vettek a milánói Epocale kiállításon. Nevükben a „Cracking” szó a kőolaj  finomításában krakkolásnak nevezett folyamatra utal — ennek lényege, hogy az alkánok hosszú szénláncú molekuláit nagy hőmérsékleten, katalizátor segítségével rövidebbekre törik szét; az az ún. „cracking-tördelés”.
Alkotásaikkal, amelyek jellemzően újrahasznosított műanyagból formált, nagy állatfigurák, (csigák, békák, szurikáták stb. )az éghajlatváltozás veszélyeire kívánják fölhívni a társadalmak figyelmét és arra, hogy az emberek tegyenek pozitív lépéseket a környezetünk védelme érdekében. Ehhez rendszerint valamely nagyváros közterületeit árasztják el aktuális szobraikkal, és néhány hónapig a forgalmat akadályozva késztetik  gondolkodásra a járókelőket.
Sárga pingvinek című, 34 darabos sorozatuknak 2008-ban a prágai önkormányzat állandó helyet adott a  a Čertovka (Ördögárok) partján a Kampa Múzeum előtt.
Másodlagos tevékenységként régi, megrongálódott olasz képzőművészeti alkotások restaurálására is gyűjtenek.